# Meunasah Arongan Ab
Meunasah Arongan Ab is een bestuurslaag in het regentschap Aceh Utara van de provincie Atjeh, Indonesië. Meunasah Arongan Ab telt 201 inwoners (volkstelling 2010).